# Сексуален тормоз
Сексуален тормоз е всяка форма на нежелано словесно, несловесно или физическо поведение със сексуален характер, имащо за цел или водещо до накърняване на достойнството на човека, и по-специално създаване на смущаваща, враждебна, деградираща (принизяваща), унизителна или обидна обстановка. Сексуалният тормоз противоречи на принципа за равно третиране на мъжете и жените и представлява форма на полова дискриминация.
Сексуалният тормоз може да се осъществява чрез:
- цинични шеги;
- намеци за външността, които карат човека да се чувства неудобно;
- нежелани докосвания;
- нежелано сексуално внимание;
- обиди и подигравки от сексуално естество;
- прекалено фамилиарничене;
- показване на порнографски материали;
- предложения за интимност, с цел повишаване в кариерата;
- принуда за сексуални контакти;
- сексуално насилие.